# Semenivka
Semenivka (ukrainska: Семенівка, ryska: Семёновка) är en stad i Tjernihiv oblast i norra Ukraina, nära gränsen till Ryssland med omkring 8 000 invånare. Den ingår i Novhorod-Siverskyj rajon.

## Befolkning
I januari 2016 uppgick befolkningen i Seminivka till 8 318 invånare med 3 822 män och 4 496 kvinnor. Ålderssammansättningen var följande, 0 till 19 år: 1 692 personer; 20–35 år: 1 780 personer; 35-60, 3 061 personer; 60–70 år: 452 personer; över 70 år: 778 invånare.